# El Durazno (Michoacán)
El Durazno es una localidad del estado mexicano de Michoacán. Es parte del municipio de Morelia.

## Demografía
| Gráfica de evolución demográfica |
|                                  |

| Censo | Población |
| ----- | --------- |
| 1900  | 165       |
| 1910  | 196       |
| 1921  | 207       |
| 1930  | 200       |
| 1940  | 306       |
| 1950  | 386       |
| 1960  | 469       |
| 1970  | 444       |
| 1980  | 443       |
| 1990  | 525       |
| 2000  | 802       |
| 2010  | 1518      |
| 2020  | 2363      |